# Griet Bergsma
Griet Bergsma (1956) is een Nederlands voormalig korfbalster. Ze werd in 1983 uitgekozen tot "Korfbalster van het Jaar". Ze kwam uit een korfbalfamilie, want moeder Anna Bergsma-Heegstra en haar vader waren speler-coach van het eerste van LDO. Ze kreeg kinderen met Kees de Boer, waaronder zoon Markus de Boer die zelf 4 seizoenen Korfbal League speelde voor LDODK.

## Speelster
Bergsma begon op 8-jarige leeftijd met korfbal bij Stânfries uit Roordahuizum (Reduzum).
In de jeugd stapte Bergsma over naar LDO uit Terwispel. In 1971, op 15-jarige leeftijd, speelde Bergsma voor de eerste keer mee in de hoofdmacht van LDO. Op dat moment speelde LDO nog niet in de hoogste competities van Nederland. Daar kwam verandering in in 1978, toen de ploeg promoveerde naar de Hoofdklasse. In het eerste seizoen in de Hoofdklasse, 1978-1979 deed debutant LDO het aardig. Het werd vijfde in de Hoofdklasse A met 13 punten en liet het grotere clubs zoals Fortuna en Ons Eibernest achter zich. Handhaving in het eerste seizoen op het hoogste niveau was dus een feit. In de twee seizoenen erna bleef LDO op de 5e plaats hangen en leek een stabiele middenmoter. In seizoen 1981-1982 werd echter verbetering geboekt en werd de ploeg 3e in de Hoofdklasse B door 16 punten uit 14 wedstrijden te halen.
Seizoen 1982-1983 was even het laatste seizoen van Bergsma in de selectie van LDO. Ze werd zwanger en zou aan het eind van het seizoen stoppen. LDO haalde 18 punten, hun beste resultaat op tot nu toe, maar haalde geen kampioenschap. Bergsma werd voor dit seizoen uitgeroepen tot "Korfbalster van het Jaar".
In 1985 keerde Bergsma terug bij LDO. In de zaal bleef de ploeg wederom in de middenmoot, maar op het veld werd er na lang wachten toch promotie naar de Hoofdklasse afgedwongen. Na deze promotie stopte Bergsma met spelen.

## Oranje
Bergsma speelde 3 officiële interlands met het Nederlands korfbalteam.

## Erelijst
- Korfbalster van het Jaar, 1x (1983)